# Impera
Impera — п'ятий студійний альбом шведського рок-гурту Ghost. Реліз відбувся 11 березня 2022 року. Це — перша повноформатна студійна платівка гурту з часів Prequelle 2018 року. Продюсером альбому став Клас Олунд, який відігравав таку ж роль під час запису одного з попередніх альбомів гурту, Meliora (2015).
Випуску Impera передували три сингли — «Hunter's Moon», вийшов 30 вересня 2021 року як саундтрек до титрів слешер-фільму того ж року, Хелловін вбиває; «Call Me Little Sunshine», вийшов 20 січня 2022; та «Twenties», вийшов 2 березня 2022.

## Передумови і випуск
Згідно планів, гурт мав записати альбом ще у 2020 році та випустити на початку 2021 року, однак дата початку студійних сесій була зсунута до січня 2021 року. Власне сесії тривали шість тижнів, процес зведення та мастерингу звукових доріжок — близько двох-трьох тижнів. За зведення запису був відповідальний Енді Волес, який зводив також Meliora 2015 року.

## Трек-лист
| Трек-лист альбому Impera | Трек-лист альбому Impera                                          | Трек-лист альбому Impera                | Трек-лист альбому Impera | Трек-лист альбому Impera |
| #                        | Назва                                                             | Автор                                   | Примітки | Тривалість               |
| ------------------------ | ----------------------------------------------------------------- | --------------------------------------- | --- | ------------------------ |
| 1.                       | «Imperium» (Імперія)                                              | Тобіас Форге                            | | 1:40                     |
| 2.                       | «Kaisarion» (Кайсаріон)                                           | Форге, Йоакім Берг                      | | 5:02                     |
| 3.                       | «Spillways» (Водоскиди)                                           | Форге, Салем Аль Факір, Вінсент Понтаре | | 3:16                     |
| 4.                       | «Call Me Little Sunshine» (Називай Мене Сонечком)                 | Форге, Макс Граан                       | | 4:44                     |
| 5.                       | «Hunter's Moon» (Мисливський Місяць)                              | Форге, Граан                            | | 3:16                     |
| 6.                       | «Watcher in the Sky» (Спостерігач в Небі)                         | Форге, Аль Факір, Понтаре               | | 5:48                     |
| 7.                       | «Dominion» (Домініон)                                             | Форге, Аль Факір, Понтаре               | | 1:22                     |
| 8.                       | «Twenties» (Двадцяті)                                             | Форге, Аль Факір, Понтаре               | | 3:46                     |
| 9.                       | «Darkness at the Heart of My Love» (Темрява в Серці Мого Кохання) | Форге, Аль Факір, Понтаре               | | 4:58                     |
| 10.                      | «Griftwood» ("Корч" *)                                            | Форге, Петер Свенссон, Клас Алунд       | * Griftwood - поєднання двох слів - "Grift" (зловмисник) та "driftwood" (корч, ліс, прибитий до берега), не перекладається дослівно українською мовою, може інтерпретуватися, як іроничне "корч" по відношенню до якоїсь персони | 5:16                     |
| 11.                      | «Bite of Passage» (Шматок Шляху)                                  | Форге                                   | | 0:31                     |
| 12.                      | «Respite on the Spitalfields» (Перепочинок на Спіталфілдс)        | Форге, Берг                             | | 6:42                     |
| 46:21                    |                                                                   |                                         | |                          |

## Персонал
Титри для Impera, адаптовані з приміток.

### Гурт Ghost
- Папа Емерит IV
- Група безіменних упирів

### Додатковий персонал
- Фредрік Окессон — гітари[19]
- Хакс Неттермальм — ударні
- Мартін Хедерос — фортепіано, орган
- Альва Окессон — хор (8)
- Ельвіра Неттермальм — хор (8)
- Інес Йоханссон — хор (8)
- Літа Олунд — хор (8)
- Minou Forge — хор (8)
- Олівія Боман — хор (8)
- Анна Мостен — хор (9, 12)
- Естерлівія — хор (9, 12)
- Іда Гратте — хор (9, 12)
- Іда Йоханссон — хор (9, 12)
- Джейд Елл — хор (9, 12)
- Йоганна Ерікссон Санмарк — хор (9, 12)